# 西牟田久雄
西牟田 久雄（にしむた ひさお、1922年5月16日 - 2010年）は、日本の倫理学、哲学者。

## 略歴
長崎県生まれ。1949年第五高等学校卒業。東京教育大学卒業、1955年同大学院哲学研究科修士課程修了。1966年本州大学経済学部助教授（倫理学）。1974年校名変更で長野大学産業社会学部教授。1976年東京電機大学理工学部教授。1992年定年退職。ロシア語文献の翻訳を多く行った。

## 著書
- 『死の哲学』（東京図書出版会） 2009年

### 編著
- 『哲学の歩み』（編、梶川克之ほか著、東京電機大学出版局、教養セミナー） 1988年

## 翻訳
- 『論理学入門』（ヴィノグラードフ, クジミン、野村良雄共訳、青木文庫） 1955年
- 『歴史における個人の役割』（プレハーノフ、直野敦共訳、未来社、社会科学ゼミナール） 1956年
- 『世界文学におけるロシア・リアリズム』（ルカーチ、直野敦共訳、洋々社、現代哲学叢書） 1957年
- 『プロコフィエフ自伝・評論』（園部四郎共訳、音楽之友社） 1964年
- 『随意運動の発達 認識と行為の形成』（ア・ヴェ・ザポロージェツ、世界書院、現代ソヴェト条件反射選書） 1965年、再刊 1977年
- 『日本学序説』（イエ・エム・ジューコフ編、刀江書院） 1966年
- 『子どもの精神発達』（ア・エヌ・レオンチェフ、松野豊共訳、明治図書出版） 1967年
- 『社会主義と個人』（ソ連科学アカデミー哲学研究所編、笠井忠共訳、勁草書房） 1970年
- 『20世紀芸術論 その前衛性と継承』（マーツァ、伊吹二郎, 笠井忠共訳、啓隆閣） 1970年
- 『「新左翼」とマルクーゼ』（共訳編、啓隆閣） 1971年
- 『マルクス主義以前のマルクス』（D・マクレラン、勁草書房） 1972年
- 『カント その生涯と思想』（アルセニイ・グリガ、浜田義文共訳、法政大学出版局、叢書・ウニベルシタス） 1983年

## 参考
- 『全国大学職員録』 1980年